# Michel Descombin
Michel Maurice Descombin (* 15. Juli 1937 in Cersot; † 16. März 2004 in Chalon-sur-Saône) war ein französischer Radrennfahrer.

## Sportliche Laufbahn
Descombin war im Straßenradsport aktiv. Von 1960 bis 1965 war er Unabhängiger und Berufsfahrer. Er fuhr unter anderem für das Radsportteam Peugeot. 1962 siegte er im Etappenrennen Tour du Roussillon für Unabhängige sowie im Circuit du Cantal.
1962 startete er mit der französischen Nationalmannschaft in der Internationalen Friedensfahrt und kam auf den 55. Rang. Er gewann in seiner Karriere einige Kriterien und Rundstreckenrennen in seiner Heimat.